# Meaty Beaty Big and Bouncy
| Críticas profissionais | Críticas profissionais |
| Avaliações da crítica  | Avaliações da crítica  |
| Fonte                  | Avaliação              |
| ---------------------- | ---------------------- |
| allmusic               | link                   |
| Robert Christgau       | A- link                |

Meaty Beaty Big and Bouncy é uma coletânea musical da banda de rock britânica The Who. É um dos primeiros em uma longa fila de compilações do grupo, e frequentemente considerado um dos melhores. Consiste em sua maioria de singles não lançados nos LPs do Who, razão pela qual vendeu tão bem na época.
O álbum foi lançado nos Estados Unidos em 20 de novembro de 1971, ficando em 11° nas paradas de sucesso estadunidense. O lançamento no Reino Unido foi adiado devido a divergências entre o Who e seu empresário Kit Lambert, que pretendia mudar a ordem das faixas, mas não conseguiu pois muitas cópias já haviam sido fabricadas.

## Faixas
Todas as canções por Pete Townshend, exceto onde especificado em contrário.
1. "I Can't Explain" – 2:05
2. "The Kids Are Alright" – 2:45
3. "Happy Jack" – 2:12
4. "I Can See for Miles" – 4:06
5. "Pictures of Lily" – 2:43
6. "My Generation" – 3:18
7. "The Seeker" – 3:11
8. "Anyway, Anyhow, Anywhere" (Daltrey-Townsend) – 2:42
9. "Pinball Wizard" – 2:59
10. "A Legal Matter" – 2:48
11. "Boris the Spider" (Entwistle) – 2:28
12. "Magic Bus" – 3:21
13. "Substitute" – 3:49
14. "I'm a Boy" (versão estendida) – 3:41

## Músicos
- Roger Daltrey – vocais
- Pete Townshend – guitarra, teclado, vocais
- John Entwistle – baixo, metais, vocais
- Keith Moon – bateria, percussão
- Nicky Hopkins – teclado

## Produção
- Shel Talmy – produtor
- Kit Lambert – produtor
- Graham Hughes – fotografias do álbum
- Mike Shaw – design do álbum
- Bill Curbishley – design do álbum
- Steve Hoffman – masterização do CD (não creditado)